# アン・ヴォーグ

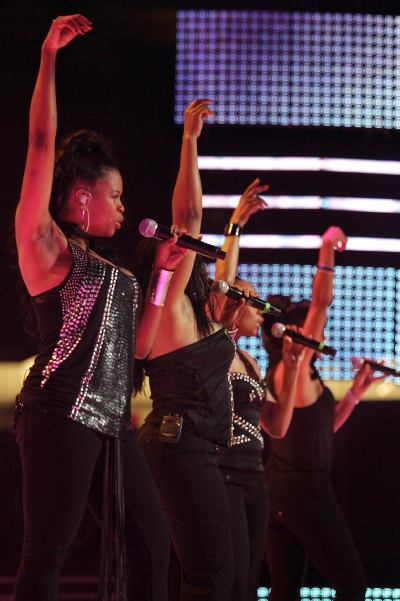
アン・ヴォーグ（2009年）

アン・ヴォーグ（En Vogue）は、アメリカ合衆国のR&B/ポップスの女性ボーカル・グループ。1989年にカリフォルニア州オークランドにて結成。

## 概要
メンバーはプロデューサー・チーム「フォスター&マッケルロイ」（Foster & McElroy）によるオーディションにて集められた。優れた歌唱力と洗練されたルックスは高く評価され、1990年のデビュー以降、「フリー・ユア・マインド」(Free Your Mind)をはじめとする数々のシングルがグラミー賞にノミネートされている。
「1990年代のスプリームス」というコンセプトで当初シンディー・マキシーン・ドーンの3人がオーディションにより選ばれたが、後日テリーの声を気に入ったフォスター&マッケルロイにより4人組としてデビューすることに決定する。
結成直後はグループ名を「4U (フォーユー)」としていたが、この名前が既に他グループによって登録されていたことからアン･ヴォーグとなった。グループ名はファッション雑誌『VOGUE』からつけられた。洗練されたサウンドとルックスを意味している。
アン・ヴォーグは、曲によってリードボーカルが変わる。これは、メンバー全員がリードをとれるほどの高い歌唱力を持っているからである。
1990年代を代表するガールズ・グループとして、後に出るTLC、SWV、Jade、Xscape、デスティニーズ・チャイルドに大きな影響を与えた。

## グループ分裂
2009年、12年振りにオリジナル・メンバーで再結成を果たし、国内や海外でのライブやテレビ出演をこなしつつニュー・アルバムの制作を予定していた。
2010年、シンディ、テリー、マキシーンはRUFFTOWN ENTERTAINMENTとマネージメント契約を結ぶが、ドーンは契約内容が満足のいくものではないことを理由にこれを拒否。ツアーには同行するもののレコーディングには参加しない意向を示す。ドーン以外の3人が参加した新曲「I'll Cry Later」はラジオ局で流されたものの、正式にCDリリースされることはなかった。
2011年12月、ドーンがグループから脱退を発表。翌年にはマキシーンが脱退を表明し、オリジナル・メンバーの復活は3年と非常に短い結果となった。
ドーンとマキシーンは脱退後に、マネージメントや金銭面における不満についてシンディとテリーを非難し、改めてグループの分裂が浮き彫りとなった。
2012年10月、ドーンとマキシーンが新たにグループ名を「Heirs to the Throne」とする旨を発表。グループ名には「王者の後継者」という意味があり、真のDiva(歌姫)が自分たちであることを主張した。このデュオとは別にマキシーンは友人3人を加え、アン・ヴォーグというグループ名で活動を始めるが、ファンが混乱を起こすという理由でシンディ・テリーによりグループ名使用差し止めの訴訟を起こされる。裁判の結果、アン・ヴォーグの使用権はシンディとテリーにあると判決が下った。ドーンとマキシーンによる新グループも結果的に失敗に終わる。

## 近況
- 2019年、かつて所属したレコード会社の重役、Sylvia Rhoneを称える授賞式にマキシーン・ドーンが一夜限りの復帰。ローナを含めた初めての5人でのパフォーマンスを披露した。

## メンバー

### 現メンバー
- シンディ・ヘロン（Cindy Herron、1965年9月25日 - ）
在籍：1989年-現在
コーラスはソプラノ担当。1993年に元メジャーリーガーで、日本の横浜ベイスターズでも活躍したグレン・ブラッグスと結婚。
4人の子供の母親である。女優としても活躍し代表作は2パックやオマー・エップスと共演した『ジュース』がある。
- テリー・エリス（Terry Ellis、1966年9月5日 - ）
在籍：1989年-現在
コーラスはコントラルト担当。1995年にソロ・アルバム『サザン・ギャル』を発表。シングルカットされた「Where Ever You Are」は彼女のソロ代表曲である。
- ローナ・ベネット（Rhona Bennett、1976年5月10日 - ）
在籍：2003年-2008年、2012年‐現在。
コーラスはアルト担当。ディズニーチャンネル出身者。
ソロ歌手としてロドニー・ジャーキンスのプロデュースの元で活動していたが、アマンダに代わり2003年に加入。
2008年にドーンが復帰するまでの5年間メンバーとして活動した。
2012年6月。ローナは脱退したドーンに代わり、En Vogueのメンバーとして復帰する旨を発表。2003年から2023年現在もEn Vogueの中心メンバーとして約20年間在籍中

### 旧メンバー
- マキシーン・ジョーンズ（Maxine Jones、1965年1月16日 - ）
在籍：1989年-2001年、2004年‐2012年、2019年
コーラスはアルト担当。愛称はマックス。幼い娘との時間を大切にしたいという理由から2002年-2003年の間、一時的にグループを脱退している。2012年7月再度脱退。
- ドーン・ロビンソン（Dawn Robinson、1968年11月28日 - ）
在籍：1989年-1997年、2005年、2008年-2011年、2019年
コーラスはソプラノ担当。1997年に脱退後はルーシー・パール (Lucy Pearl)のボーカルとして参加。ルーシー・パール脱退後、ソロ・アルバムを発表。
2005年のBETアワードでは9年振りに一夜限りのアン・ヴォーグ再結成。ソルト・ン・ペパと「Whatta Man」で共演。
さらにスティーヴィー・ワンダーのシングル「So What the Fuss」にもアン・ヴォーグとして参加し4人での活動が本格化するかと思われたが、結局、ソロ活動に戻る。
アン・ヴォーグ結成20周年を迎える2008年に正式に復帰。オリジナル・メンバーによるアルバムのリリースも予定されていたが、マネージメント契約の不服を理由に2011年12月再度脱退。
- アマンダ・コール（Amanda Cole）
在籍：2001年-2003年。
コーラスはアルト担当。マキシーン休養中のメンバーとして参加。現在はミュージカル歌手として活動をしている。

## ディスコグラフィ

### スタジオ・アルバム
- 『ボーン・トゥ・シング』 - Born To Sing (1990年)
- 『ファンキー・ディヴァス』 - Funky Divas (1992年)
- 『EV3』 - EV3 (1997年)
- 『マスターピース・シアター』 - Masterpiece Theatre (2000年)
- The Gift Of Christmas (2002年)
- Soul Flower (2004年)
- 『エレクトリック・カフェ』 - Electric Café (2018年)

### コンピレーション・アルバム
- 『ベスト・オブ・アン・ヴォーグ』 - Best Of En Vogue (1999年)
- 『ヴェリー・ベスト・オブ・アン・ヴォーグ』 - Very Best Of En Vogue (2001年)
- The Platinum Collection (2007年)

### EP
- 『リミックス・トゥ・シング』 - Remix To Sing (1991年)
- 『ランナウェイ・ラヴ』 - Runaway Love (1993年)

## 来日
- 1991年6月23日、東京の日本武道館にて公演。(ガイの前座)
- 2006年3月、東京のコットン・クラブにて公演。(テリー、マキシーン、ローナ)
- 2007年2月、東京と大阪のビルボードライブにて公演。(シンディ、テリー、マキシーン、ローナ)
- 2009年6月、東京と大阪のビルボードライブにて公演。結成20周年ワールドツアー。(シンディ、テリー、マキシーン、ドーン)